# ميلتون أورفيل تومسون
ميلتون أورفيل تومسون (بالإنجليزية: Milton Orville Thompson)‏ هو مهندس وطيار أمريكي، ولد في 4 مايو 1926 في كروكستون في الولايات المتحدة، وتوفي في 6 أغسطس 1993 في لانكستر في الولايات المتحدة.